# Żabia Wola (powiat Grodziski)
Żabia Wola is een dorp in het Poolse woiwodschap Mazovië, in het district Grodziski. De plaats maakt deel uit van de gemeente Żabia Wola.